# Ectropis tripartaria
Ectropis tripartaria är en fjärilsart som beskrevs av John Henry Leech 1897. Ectropis tripartaria ingår i släktet Ectropis och familjen mätare. Inga underarter finns listade i Catalogue of Life.